# Walafrida goetzei
Walafrida goetzei là một loài thực vật có hoa trong họ Huyền sâm. Loài này được (Rolfe) Brenan miêu tả khoa học đầu tiên năm 1954.